# 1627 Ivar
1627 Ivar este o planetă minoră (asteroid), cu un diametru de 9,12 km, din Asteroid Amor. A fost descoperită pe 25 septembrie 1929 la Leiden Southern Station⁠(d) de Ejnar Hertzsprung⁠(d). 
Obiectul prezintă o orbită caracterizată de o semiaxă mare de 1,8634815 UAi, o excentricitate de 0,397, o înclinație de 8,45037 ° în raport cu ecliptica.